# Agrotis consueta
Agrotis consueta är en fjärilsart som beskrevs av Walker 1856. Agrotis consueta ingår i släktet Agrotis och familjen nattflyn. Inga underarter finns listade i Catalogue of Life.